# Devagawa
Devagawa – gaun wikas samiti w zachodniej części Nepalu w strefie Lumbini w dystrykcie Nawalparasi. Według nepalskiego spisu powszechnego z 2001 roku liczył on 738 gospodarstw domowych i 4815 mieszkańców (2313 kobiet i 2502 mężczyzn).